# Spherillo marmoratus
Spherillo marmoratus är en kräftdjursart som beskrevs av Wahrberg1922. Spherillo marmoratus ingår i släktet Spherillo och familjen Armadillidae. Inga underarter finns listade i Catalogue of Life.